# Lucía (película de 1968)
Lucía es una película cubana de 1968, dirigida por Humberto Solás. Protagonizada por Raquel Revuelta, Eduardo Moure, Eslinda Núñez, Ramón Brito, Adela Legrá y Adolfo Llauradó en los papeles principales. 
Está compuesta de tres episodios distintos de la historia de Cuba: la Guerra de Independencia, la década de 1930 y la década de 1960, que narran las vidas de tres mujeres cubanas llamadas Lucía.
Galardonada con el Premio de Oro 1969 a Humberto Solás, en el Festival Internacional de Cine de Moscú.
El documental Lucía y el Tiempo dirigido por Alain Rodríguez Castro y producido por la Facultad de Comunicación de la Universidad de La Habana y Cubavisión Internacional se estrenó en el 2003 y cuenta con el testimonio de Humberto Solás, Nelson Rodríguez, Raquel Revuelta, Eslinda Núñez y Adela Legrá.

## Sinopsis
El primer episodio se desarrolla en 1895, durante el período de la Guerra de Independencia cubana. Lucía (Raquel Revuelta) es una aristócrata que participa activamente en la lucha contra el imperio español. Es enamorada y traicionada por Rafael (Eduardo Moure), un oficial español.
El segundo episodio se desarrolla durante el gobierno de Gerardo Machado. Lucía (Eslinda Núñez) es una joven madre soltera de clase media, que lucha clandestinamente contra la represión política gubernamental y ve cómo su generación sacrifica su vida por sus ideales.
El tercer episodio se desarrolla en la incipiente Revolución cubana. Lucía (Adela Legrá) es una campesina que tiene que luchar contra los viejos prejuicios del machismo aplicados por su marido, Tomás (Adolfo Llauradó).

## Reparto
- Raquel Revuelta ... Lucía I
- Eduardo Moure ... Rafael
- Eslinda Núñez ... Lucía II
- Flora Lauten
- Ramón Brito ... Aldo
- Adela Legrá ... Lucía III
- Adolfo Llauradó ... Tomas
- Teté Vergara
- Aramís Delgado
- Flavio Calderín
- Aida Conde
- Silvia Plana
- Rogelio Blaín
- María Elena Molinet

## Premios
- 1.er Premio Medalla de Oro. Moscú, URSS, 1968.
- Premio FIPRESCI (Federación Internacional de la Prensa Cinematográfica) VI Festival Internacional Cinematográfico, 1968.
- Mención de Honor. III Encuentro de Cine Iberoamericano. Barcelona, España, 1968.
- Selección Anual de la Crítica, La Habana, Cuba, 1968.
- Semana de la Crítica. Cannes, 1969.
- Copa (ex – aequo) Comité Central de Sangkum. II Festival Internacional de Cine. Phnom Penh, Camboya, 1968.
- Seleccionada entre las 20 mejores películas del año I Festival Internacional de Cine. Tokio, Japón, 1970.
- 1.er Premio Carabela XV Semana Internacional de Cine Religioso y de Valores Humanos. Valladolid, España, 1970.
- 1.er Premio Globo de Oro Festival de Cine de la Cinemateca Italiana. Milán, Italia,1970.
- Diploma de Honor. Viennale. Viena, Austria, 1970.
- Primer Premio Caracola, Festival de Cine. Semana Cultural Alcances. Cádiz, España, 1971.
- Premio Anual de la Crítica al mejor filme. Círculo de Críticos de Arte. Santiago de Chile, 1971.
- Seleccionada como la mejor fotografía en blanco y negro, del año 1978. Círculo Dominicano de Críticos de Cine. Santo Domingo, 1979.
- Seleccionada entre las diez mejores películas del cine iberoamericano, por una encuesta entre los críticos de Latinoamérica, España y Portugal, en el VII * * Festival de CineIberoamericano de Huelva, España, 1981.

- Datos: Q4269760